# Glàndula de Brunner

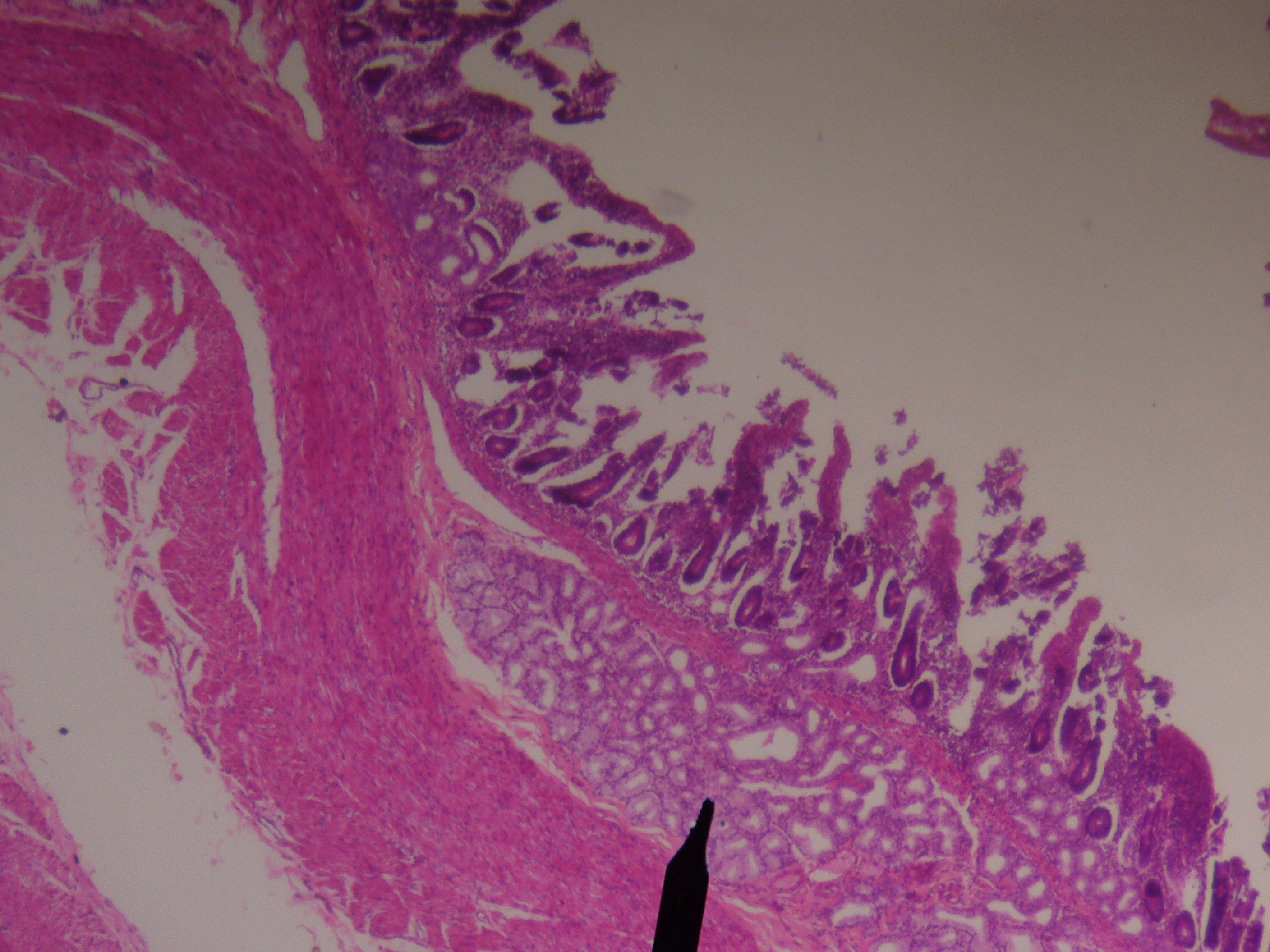

La glàndula de Brunner és una glàndula del duodè encarregada de secretar hidrogencarbonat per a contrarestar l'àcid clorhídric de l'estómac.